# 横山寿篤
横山 寿篤（よこやま ひさあつ、1886年（明治19年） - 1973年（昭和48年））は、日本の編集者・作家。出版社キンノツノ社社長を務めた。妻は横山美智子。作家名「横山銀吉」としても活動。

## 来歴
1917年（大正6年）に横山美智子と結婚。
1918年（大正7年）、鈴木三重吉が児童雑誌『赤い鳥』を創刊したのに触発され、斎藤佐次郎を誘う形で、1919年（大正8年）11月、児童雑誌『金の船』を創刊、編集は斎藤、発行を横山が担当した。しかし横山と斎藤の意見の相違から、1922年（大正11年）に斎藤は横山と決別して誌名を『金の星』に改称した。一方、横山は『金の船』を発行し続けたが、後に資文堂書店からの発行となった。
横山と斎藤と知り合ったのは、両夫人が大磯の銭湯で出会ったことがきっかけだったと斎藤自身が回想している。
横山は一時期「大磯椿森に引っ込んで」いたと言及しており、1925年（大正14年）から1929年（昭和4年）まで大磯小学校の学校文集「磯の光」に童話を連載している。
1973年（昭和48年）死去。

## 親族
長女は実践女子大学名誉教授の山脇百合子、三女はバレリーナの横山はるひ。

## 関連書籍
- 小林弘忠『『金の船』ものがたり』毎日新聞社、2002年